# De Ark (Berkel en Rodenrijs)
De Ark is een gereformeerde kerk in Berkel en Rodenrijs in de Nederlandse provincie Zuid-Holland. De kerk werd in 1972 in gebruik genomen
De kerk is een vervanging van de 'Morgensterkerk' die eind jaren '60 gesloopt is en die op dezelfde plek stond als het nieuwe gebouw. Het orgel is in 1952 gebouwd door de firma Valckx & Van Kouteren (Rotterdam) voor de Putsepleinkerk te Rotterdam-Zuid. Nadat deze kerk is gesloten, plaatst de firma A. Nijsse & Zonen (Wolphaartsdijk) het instrument in 1981 in De Ark. De kerk heeft ruim 1000 zielen die vooral komen uit Berkel en Rodenrijs en Bergschenhoek.